# Flitze Feuerzahn
Flitze Feuerzahn war eine Hörspielserie, die in den Jahren 1984 bis 1987 produziert wurde sowie eine Buchreihe und Zeichentrickserie. Die Geschichten um den kleinen, grünen Drachen stammen aus der Feder von Matthias Riehl. Ferner gab es einige Merchandising-Produkte wie Stofftiere, Bücher, Hefte. 

## Inhalt
Flitze Feuerzahn ist ein Drachenkind, das von seinen Eltern verlassen wurde, weil es keine Flügel hat, seit Jahren nicht wächst und nur aus einem Zahn ein wenig Feuer speien kann. Fortan lebt er verlassen in einem autobahnumschlossenen Wald. Eines Tages lernt er den Raben Raps kennen, mit dem er viele Abenteuer, meist in der Menschenwelt, erlebt.

## Hauptcharaktere und deren Sprecher
Sprecher der Hörspielserie waren folgende:
- Flitze Feuerzahn, der kleine grüne Drache – gesprochen von Eckart Dux.
- Rabe Raps – gesprochen von Astrid Kollex.
- Käpt’n Buddelmann, ein alter Seemann und die wichtigste menschliche Bezugsperson – gesprochen von Henning Schlüter.
- Witwe Kraft, die meist sehr skeptische, aber dennoch liebenswerte Vermieterin von Käpt’n Buddelmann – gesprochen von Annemarie Marks-Rocke.
- Erzähler war Hans Paetsch

Ferner gibt es einige wiederkehrende Figuren, wie zum Beispiel Jakob und Stefanie (Großneffe und Großnichte von Käpt’n Buddelmann, gesprochen von Manuel und Sandra Portela), den Kurdirektor Sonnenschein (wechselnde Sprecher, meist Günter König), den Zahnarzt Dr. Brückengold (Utz Richter), den Rehbock Renner (Andreas von der Meden), den Hasen Hurtig (Renate Pichler), den Förster Redlich (Franz-Josef Steffens) und einige andere. Meist handelt es sich hierbei entweder um nahe Freunde aus der Menschen- oder Tierwelt. Meist spielt sich die Handlung innerhalb einer Folge nur in einer der Welten ab. Eine Vermischung findet selten statt, obwohl die sprachliche Kommunikation zwischen Mensch und Tier möglich ist.

## Produktion und Veröffentlichung des Hörspiels
Insgesamt wurden ab 1984 30 Hörspielfolgen und eine Oster-Sonderfolge mit jeweils ca. 30 Minuten Laufzeit produziert. Regie führte dabei Heikedine Körting, künstlerischer Leiter war Dr. Beurmann. Die Produktion weiterer Folgen wurde 1988 eingestellt.
Die Serie erschien beim Hörspiellabel Europa, einige Folgen wurden bei Dino Music wiederveröffentlicht.

### Episoden der Hörspiele
1. Verwirrung im Zoo
2. Auf Horchposten
3. Die dicke Backe
4. In der Falle
5. Ein heißer Wintertag
6. Die Geisterstunde
7. Ausgekocht
8. In der Geisterbahn
9. Seemannsgarn
10. Der Traum vom Fliegen
11. Gefährliche Reise
12. Ein Hilferuf
13. Zwei Räuber im Wald
14. Sprünge am Heiligabend
15. Die Tarnkappe
16. Gestörter Fernsehabend
17. Der Schatz der Amelungen
18. Flinke Pfleger
19. Du armer Wolf
20. Theater und Müll
21. Gesang im Mondschein
22. Loch im Ballon
23. Zur Drachenhöhle
24. Auf dem Feuerstuhl
25. Knall im Bad
26. Die kürzeste Nacht
27. Das Kostümfest
28. Im finsteren Loch
29. als Sportkanone
30. Notsignal auf See

- Sonderfolge: Schöne Osterüberraschung

## Buchreihe
Die Buchreihe erschien im Boje Verlag Erlangen in mehreren Auflagen als Hardcover für Leser ab 6 Jahren.

### Bände der Buchreihe
Die folgende Auflistung entstammt dem Band In der Falle, dritte Auflage 1986. Später erschienene Titel sind daher nicht aufgelistet.
1. Verwirrung im Zoo
2. Auf Horchposten
3. Die dicke Backe
4. In der Falle (56 Seiten, ISBN 3-414-17230-5)
5. In der Geisterbahn
6. Die Tarnkappe
7. Die Geisterstunde
8. Ausgekocht
9. Seemannsgarn
10. Ein heißer Wintertag
11. Der Traum vom Fliegen
12. Gefährliche Reise
13. Gestörter Fernsehabend
14. Die Weihnachtsüberraschung

## Fernsehserie
Die Alpha-Film GmbH produzierte unter der Regie von Milos Hlavac eine Zeichentrick-Serie mit sechs Folgen. Die Drehbücher schrieb David Howard. 
Die Serie erschien im April 1997 und Januar 1998 in Deutschland auf VHS. Erst danach wurde sie erstmals im Fernsehen ausgestrahlt.